# Роуз Креативные Стратегии (агентство)
Роуз Креативные Стратегии — рекламное и PR-агентство, основанное в СССР. С 1989 года начало свою деятельность как подразделение американского агентства. На 2021 год, согласно официальному сайту агентства, его главный офис расположен в Москве.
Агентство оказывает интегрированные услуги с фокусом на разработку коммуникативных стратегий, связи с общественностью и цифровой маркетинг, включая соцсети, для таких клиентов как Filippo Berio,Lavazza, Lexus, Logitech, Neffos, занимается менеджментом официальных страниц брендов (Logitech, Neffos, Lavazza и др.) в социальных сетях. В портфолио компании такие бренды как Coca-cola, CItibank, Officine Panerai, Volvo, GlaxoSmithKline, Pfizer и другие.

## История агентства
Агентство было создано в США в 1984 году. В 1989 году российский офис агентства оказывал рекламные услуги международным компаниям, выходившим на советский рынок, в частности, первые рекламные кампании для брендов Coca-Cola и Fanta создавались Джоном Роузом с его российской командой. В 1991 году агентство Роуз изготовило для Coca-Cola рекламный брандмауэр, который был размещен недалеко от здания Павелецкого вокзала. Также агентство первым провело в России промоакции с мгновенными выигрышами по скретч-картам для компании Sony и создало один из радио роликов для Fanta.
В 1995 году агентство организовало рекламную кампанию для антидепрессантов «Стресстабс», выходивших тогда на российский рынок. В Москве, на набережной рядом с Белым Домом (Правительство России) был установлен всего один биллборд, на котором сверху находился манекен, изображавший человека, собравшегося покончить жизнь самоубийством. Надпись на рекламном щите гласила: «Остановись. Прими Стресстабс». Работа широко освещалась прессой и также была удостоена международной премии — London International Advertising Awards.
В 2015 году агентство вошло в международный рейтинг ведущих коммуникационных агентств мира по версии The Holmes Report и Международной ассоциацией консультантов в области связей с общественностью Также в 2015 году агентство «Роуз» открыло представительство на Кубе

## Руководство
Во главе Rose стоит основатель агентства Джон Роуз. Генеральным директором с 1991 года является Галина Савина, которая несколько раз попадала в рейтинг «1000 самых профессиональных менеджеров России».